# Siparuna
Siparuna, biljni rode u porodici Siparunaceae kojkemu pripada pedesetak vrsta aromatičnog drveća i grmlja. Rod je raširen po tropskim područjima Srednje i Južne Amerike

## Vrste
1. Siparuna aspera (Ruiz & Pav.) A.DC.
2. Siparuna auriculata A.DC.
3. Siparuna bifida (Poepp. & Endl.) A.DC.
4. Siparuna brasiliensis (Spreng.) A.DC.
5. Siparuna calantha (Perkins) S.S.Renner & Hausner
6. Siparuna calignosa J.F.Macbr.
7. Siparuna campii S.S.Renner & Hausner
8. Siparuna cascada S.S.Renner & Hausner
9. Siparuna cervicornis Perkins
10. Siparuna conica S.S.Renner & Hausner
11. Siparuna cristata (Poepp. & Endl.) A.DC.
12. Siparuna croatii S.S.Renner & Hausner
13. Siparuna cuspidata (Tul.) A.DC.
14. Siparuna cuzcoana Perkins
15. Siparuna cymosa Tolm.
16. Siparuna decipiens (Tul.) A.DC.
17. Siparuna echinata (Kunth) A.DC.
18. Siparuna eggersii Hieron.
19. Siparuna ficoides S.S.Renner & Hausner
20. Siparuna gentryana S.S.Renner
21. Siparuna gesnerioides (Kunth) A.DC.
22. Siparuna gigantotepala S.S.Renner & Hausner
23. Siparuna glabrescens (C.Presl) A.DC.
24. Siparuna glycycarpa (Ducke) S.S.Renner & Hausner
25. Siparuna grandiflora (Kunth) Perkins
26. Siparuna guajalitensis S.S.Renner & Hausner
27. Siparuna guianensis Aubl.
28. Siparuna harlingii S.S.Renner & Hausner
29. Siparuna krukovii A.C.Sm.
30. Siparuna laurifolia (Kunth) A.DC.
31. Siparuna lepidota (Kunth) A.DC.
32. Siparuna lozaniana S.S.Renner & Hausner
33. Siparuna macrotepala Perkins
34. Siparuna multiflora S.S.Renner & Hausner
35. Siparuna muricata (Ruiz & Pav.) A.DC.
36. Siparuna mutisii (Kunth) A.DC.
37. Siparuna obstipa J.F.Macbr.
38. Siparuna ovalis (Ruiz & Pav.) A.DC.
39. Siparuna pachyantha A.C.Sm.
40. Siparuna palenquensis S.S.Renner & Hausner
41. Siparuna pauciflora (Beurl.) A.DC.
42. Siparuna petasiformis Jangoux
43. Siparuna petiolaris (Kunth) A.DC.
44. Siparuna pilosolepidota Heilb.
45. Siparuna poeppigii (Tul.) A.DC.
46. Siparuna reginae (Tul.) A.DC.
47. Siparuna schimpffii Diels
48. Siparuna sessiliflora (Kunth) A.DC.
49. Siparuna stellulata Perkins
50. Siparuna subinodora (Ruiz & Pav.) A.DC.
51. Siparuna thecaphora (Poepp. & Endl.) A.DC.
52. Siparuna tomentosa (Ruiz & Pav.) A.DC.
53. Siparuna vasqueziana S.S.Renner & Hausner